# Gare de Montmeló
La gare de Montmeló (en catalan : estació de Montmeló) est une gare ferroviaire de la ligne Barcelone - Gérone - Portbou. Elle est située dans le territoire de la commune de Montmeló, dans la comarque du Vallès Oriental, en Catalogne, en Espagne.
La première gare est mise en service en 1854 et fermée en 2010, son bâtiment, sauvegardé, est inscrit à l'Inventaire du patrimoine architectural de Catalogne. La deuxième gare, mise en service en 2012, propriété de l'Administrador de infraestructuras ferroviarias (ADIF), est une halte de la Renfe Operadora qui la dessert avec des trains de la ligne R2, R2 Nord et R8 des Rodalies de Barcelone.

## Situation ferroviaire
Établie à 80 mètres d'altitude, la gare de Montmeló est située au point kilométrique (PK) 21,664 de la ligne Barcelone - Gérone - Portbou, entre les gares de Mollet-Sant Fost et de Granollers Centre.

## Histoire

### Première gare
La gare de Montmeló, est mise en service le 22 juillet 1854, par la compagnie des Chemins de fer de Barcelone à Granollers, lorsqu'elle ouvre au service du tronçon de Granollers à Granollers Centre de sa ligne de Granollers ou Gérone. Le bâtiment est construit au début des années 1920, sans doute à l'occasion de l'exposition de 1929.
La gare d'origine cesse ses activités ferroviaires le 31 juillet 2010, après 156 ans d'exploitation, en raison des travaux de la LGV Madrid - Saragosse - Barcelone - Frontière française. Le 1er août 2010, une gare provisoire de Montmeló est mise en service, dans l'un des tunnels traversés par la LGV.

### Deuxième gare
Une nouvelle gare de Montmeló est mise en service en avril 2012. En 2016 la fréquentation de la gare est de 798 000 voyageurs.

## Patrimoine ferroviaire
Le bâtiment d'origine de la ligne de chemin de fer de Barcelone à la France par Granollers (1854). Fermé et désaffecté du service ferroviaire, est inscrit à l'Inventaire du patrimoine architectural de Catalogne. C'est un bâtiment rectangulaire avec deux façades identiques: une à l'avant et l'autre à l'arrière. Il se compose d'un rez-de-chaussée et d'un étage supérieur séparé avec une bande de sgraffites à motifs végétaux. Il y a aussi une autre bande sous la corniche. La partie supérieure est couronnée d'un petit fronton rectangulaire décoré de moulures et très démesuré par rapport aux mesures de la façade. Les fenêtres et les portes sont formées par des arcs baissés. L'intérieur est décoré avec un carreau blanc, avec deux bandes horizontales de fleurs. La moitié inférieure est recouverte de bois.